# Источники вулканов Ааг и Арик
Источники вулканов Ааг и Арик — минеральные источники на полуострове Камчатка. Расположены в непосредственной близости от Петропавловска-Камчатского, на территории Елизовского района.
Источники состоят из двух групп многочисленных грифонов: верхней, с холодной водой температурой на выходе от 5 до 11 °C и небольшим дебитом (в верховьях реки Шумной, у северо-западного подножия вулкана Ааг), и нижней, с температурой воды до 39 °C и дебитом около 10 л/с.
Минерализация — около 1,1 г/л; кремниевой кислоты — до 0,16 г/л.